# Yngvar Nielsen (läkare)

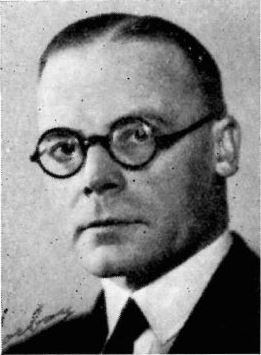
Yngvar Nielsen.

Niels Yngvar Nielsen, född 30 mars 1892 i Söderhamn, död 2 oktober 1968, var en svensk läkare. Han var bror till Niels Nielsen, måg till Hakon Wigert-Lundström och svärfar till Rose-Marie Nielsen.
Nielsen, som var son till bankdirektör Bernt Nielsen och Ulrika Tjerner, avlade studentexamen 1911, blev medicine kandidat 1915 och medicine licentiat 1921, allt i Stockholm. Han var extra amanuens vid Serafimerlasarettets poliklinik för öron-, näs- och halssjukdomar 1919, vikarierande amanuens där 1919–1920 och amanuens 1921–1923, vikarierande underläkare vid Söderhamns lasarett 1921, underläkare där 1921–1922, vikarierande extra amanuens vid Sabbatsbergs sjukhus öronavdelning 1923, vikarierande biträdande läkare vid Sahlgrenska sjukhusets öronavdelning 1922–1923, extra läkare där 1923–1925 och biträdande läkare 1925–1928, läkare vid dess poliklinik för öron-, näs- och halssjukdomar 1928, halsläkare vid Renströmska sjukhuset, föreståndare för folkskolans poliklinik för öron-, näs- och halssjukdomar på Gamla Sahlgrenska sjukhuset 1935–1937 samt specialläkare för öron-, näs- och halssjukdomar vid Göteborgs folkskolor från 1938. Han var praktiserande läkare i Göteborg från 1928. Han ligger begraven i svärfaderns familjegrav på Örgryte gamla kyrkogård i Göteborg.